# Симфилы
Симфилы (лат. Symphyla) — класс мелких членистоногих, длиной до 8 мм, из надкласса многоножек.

## Описание
Симфилы имеют белое или желтоватое тело. Усики чётковидные. Три пары ротовых органов (2 мандибулы и 4 максиллы). Туловище имеет 12 пар конечностей. У оснований ног 3—12 пар имеются выпячивающиеся перепончатые мешочки, через стенки которых происходит всасывание воды.
Трахейная дыхательная система открывается 1 парой дыхалец на голове.

## Размножение
Самцы симфмил выделяют особое вещество, которое застывает в виде столбика. На его вершину они помещают каплю своей спермы. Самка подбирает эти капли челюстями и сохраняет их в особых карманах ротовой полости. Откладывая яйца на мох, самка поливает их жидкостью изо рта, оплодотворяя и заодно увлажняя.

## Развитие
Вылупившиеся из яйца симфилы оснащены семью парами конечностей, их полный набор (12 пар), характерный для взрослого возраста, они приобретают после пятой линьки.

## Систематика
К классу относятся 2 семейства, 13 (15) родов и около 200 видов. Древнейшие известные симфилы были найдены в меловом (около 99 млн лет) бирманском янтаре.
Класс Symphyla
- Семейство Scutigerellidae
  - Род Scutigerella
  - Род Neoscutigerella
  - Род Scopoliella
  - Род Scolopendrelloides
  - Род Hanseniella
  - Род Millotellina
  - Род Tasmaniella
- Семейство Scolopendrellidae
  - Род Scolopendrella
  - Род Scolopendrellopsis
  - Род Symphylella
  - Род Symphylellina
  - Род Geophilella
  - Род Remysymphyla
  - Род Symphylellopsis
  - Род Ribautiella